# Stożkówka jeżowata
Stożkówka jeżowata (Conocybe echinata (Velen.) Singer) – gatunek grzybów z rodziny gnojankowatych (Bolbitiaceae).

## Systematyka i nazewnictwo
Pozycja w klasyfikacji według Index Fungorum: Conocybe, Bolbitiaceae, Agaricales, Agaricomycetidae, Agaricomycetes, Agaricomycotina, Basidiomycota, Fungi.
Po raz pierwszy opisał go w 1947 roku Josef Velenovský, nadając mu nazwę Galera echinata. W 1989 r. Rolf Singer przeniósł go do rodzaju Conocybe. Synonimy:
- Conocybe sordida Kühner & Watling, in Watling 1980
- Galera echinata Velen. 1947

Nazwę polską podaje internetowy atlas grzybów.

## Morfologia
Kapelusz
O średnicy 5–30 mm, początkowo półkulisty, później dzwonkowato-wypukły, na koniec płaskowypukły, z niskim garbkiem, słabo higrofaniczny, prawie nie prążkowany. Powierzchnia gładka, w stanie świeżym ciemnobrązowa, orzechowobrązowa, szarobrązowa, matowobrązowa, czasem z fioletowym lub szarawofioletowym odcieniem, przy brzegu jaśniejsza, jasnobrązowa, jasnoszarobrązowa, brązowawobeżowa, po wysychnięciu blado kawowobrązowa lub ochrowobrązowa.
Blaszki
Wąsko przyrośnięte do prawie wolnych, dość gęste (L = 15–20, l = 1–7), brzuchate, o szerokości do 3 mm, początkowo bladoochrowe, później ochrowobrązowe do jasno rdzawobrązowych. Ostrza białawo, delikatnie kłaczkowate.
Trzon
Wysokość 30–75, grubość 1–3 mm, cylindryczny, z maczugowatą lub lekko bulwiastą (do 4 mm szerokości) podstawą, pusty. Powierzchnia oprószona do podłużnie prążkowanej, początkowo bladożółta, bladoochrowa lub jasno żółtawobrązowa z kontrastującym, ciemniejszym, brązowawym, pomarańczowy,, jasnobrązowym odcieniem, podstawa szarobrązowa do ciemnobrązowej, później całkowicie matowo bciemnobrązowa.
Miąższ
W kapeluszu o grubości do 1,5 mm, bladożółty, w trzonie ciemniejszy, aż do szarobrązowego. Smak i zapach niewyraźny.
Wysyp zarodników
Jasnordzawobrązowy.
Cechy mikroskopowe
Zarodniki 7–10,5 × 4,5–5,5 μm, Q = 1,5–2,23, w widoku z przodu jajowato-elipsoidalne, elipsoidalne i wąsko elipsoidalne, z profilu elipsoidalne, lekko spłaszczone brzusznie, czasem lekko migdałowate. Pory rostkowe centralne, o szerokości do 1,5 μm, cienkościenne, w wodzie żółte, w alkaliach jasnobrązowo-żółte. Podstawki 17–19 × 8–10 μm, maczugowate, 4-sterygmowe. Che ilocystydy 22–33,5 × 11–17 μm, w kształcie kręgli, szyjka do 3,5 × 2,5 μm, szerokość główki 5,5–8,5 μm. Pileocystydy 26–31 × 10–12 μm, w kształcie kręgli, nieco węższe niż cheilocystydy, szyjka do 7 × 2,5 µm, główka o szerokości 6–7 µm. Kaulocystydy 22–33,5 × 9,5–19 μm, w kształcie kręgli, szyjka do 5,0 2,5 μm, główka o szerokości 3,5–9,5 μm, z domieszką kulistych i kulisto-maczugowatych elementów 12–12,5 × 8–9,5 µm. Skórka kapelusza zbudowana z kulisto-szypułkowatych i gruszkowatych strzępek o szerokości 10–24 µm. Na strzępkach są sprzążki.
Gatunki podobne
Makroskopowo bardzo podobna jest stożkówka omączonotrzonowa (Conocybe rickeniana). Odróżnia się głównie ciemniejszym kolorem kapelusza (czasami od ciemnobrązowego do szarobrązowego).
nawet z fioletowym odcieniem i dwubarwnym trzonem. Według A. Arnoldsa C. echinata jest jedynie odmiana C. rickeniana.

## Występowanie i siedlisko
Podano stanowiska stożkówki jeżowatej głównie w Europie, poza nią w nielicznych miejscach w Ameryce Północnej i na Nowej Zelandii. Brak go w opracowanej w 2003 roku przez Władysława Wojewodę „Krytycznej liście wielkoowocnikowych grzybów podstawkowych Polski”, ale podano jego stanowiska w późniejszych latach. W internetowym atlasie grzybów znajduje się na liście gatunków zagrożonych i wartych objęcia ochroną.
Naziemny grzyb saprotroficzny rosnący w lasach i przy drogach, czasami także w trawie na łąkach i pastwiskach.